# Insignificance
Insignificance (bra: Malícia Atômica; prt: Uma Noite Inesquecível) é um filme britano-estadunidense de 1985, do gênero comédia dramática, dirigido por Nicolas Roeg, com roteiro de Terry Johnson baseado em sua peça teatral homônima.

## Sinopse
Em um hotel em 1954, quatro personagens que apresentam enorme semelhança com quatro ícones da época (Albert Einstein, Marilyn Monroe, Joe DiMaggio e o senador Joseph MacCarthy) encontram-se no mesmo quarto. Flash-backs e flash-forwards apresentam as memórias, observações e preocupações do Professor (a representação de Einstein) com o futuro.

## Elenco
- Michael Emil como o professor
- Theresa Russell como a atriz
- Tony Curtis como o senador
- Gary Busey como o jogador
- Will Sampson como atendente do elevador
- Patrick Kilpatrick como motorista
- Ian O'Connell como assistente de diretor
- George Holmes como ator
- Richard Davidson como diretor de fotografia
- Mitchell Greenberg como técnico
- Raynor Scheine como caçador de autógrafo
- Jude Ciccolella como feitor
- Lou Hirsch como Charlie
- Ray Charleson como Bud
- Joel Cutrara como bêbado no bar

## Prêmios e indicações
| Evento                  | Prêmio        | Categoria    | Resultado |
| ----------------------- | ------------- | ------------ | --------- |
| Festival de Cannes 1985 | Palma de Ouro | Melhor filme | Indicado  |